# Calomys sorellus
Calomys sorellus es una especie de roedor de la familia Cricetidae.

## Distribución geográfica
Se encuentra solo en Perú.